# Zèbre de Crawshay
Equus quagga crawshayi
Sous-espèce
Statut de conservation UICN

 VU  : Vulnérable
Le zèbre de Crawshay (Equus quagga crawshayi) est une sous-espèce du zèbre des plaines. Son aire de répartition inclut l'est de la Zambie, de la rivière Luangwa (au Malawi), le sud-est de la Tanzanie et le nord du Mozambique jusqu'au sud du district de Gorongoza. Ce zèbre se distingue des autres sous-espèces de zèbres par le fait que ses incisives inférieures ne présentent pas d'infundibulum (cavité présente sur le sommet des incisives d'équidés) et que ses bandes blanches et noires sont très étroites par rapport aux autres types de zèbres des plaines.

## Images

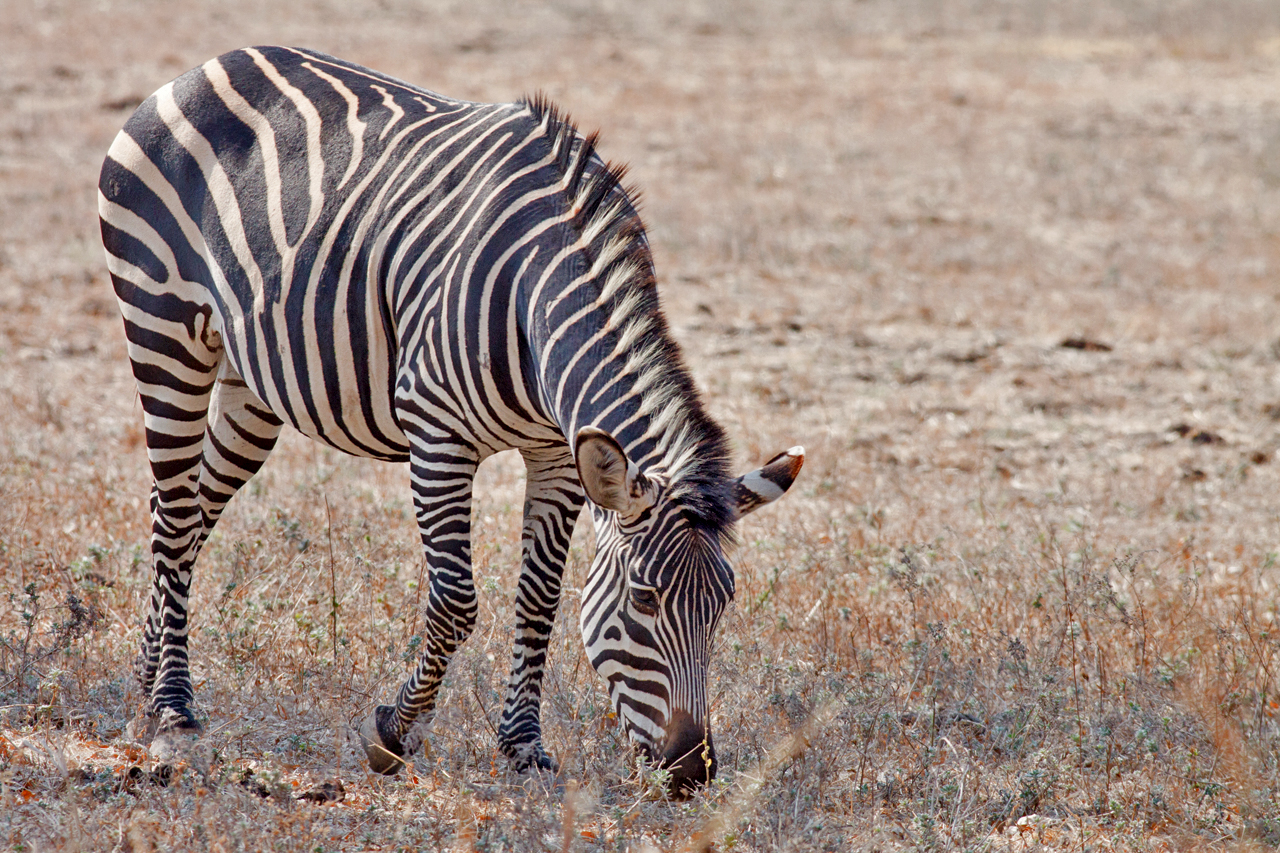
Zèbre de Crawshay au parc national du Luangwa du Sud.
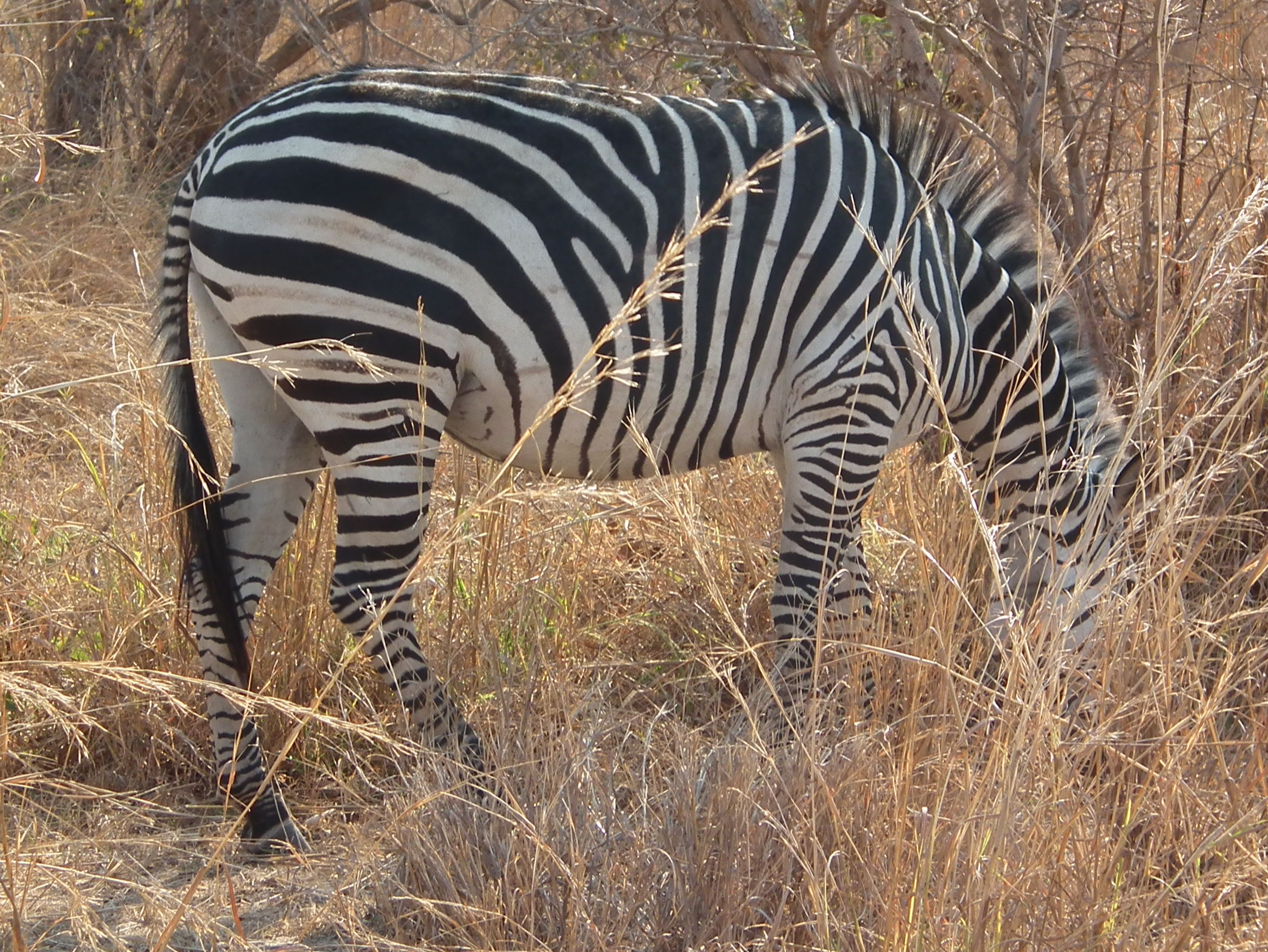
Certains individus présentent des bandes légèrement sombres.
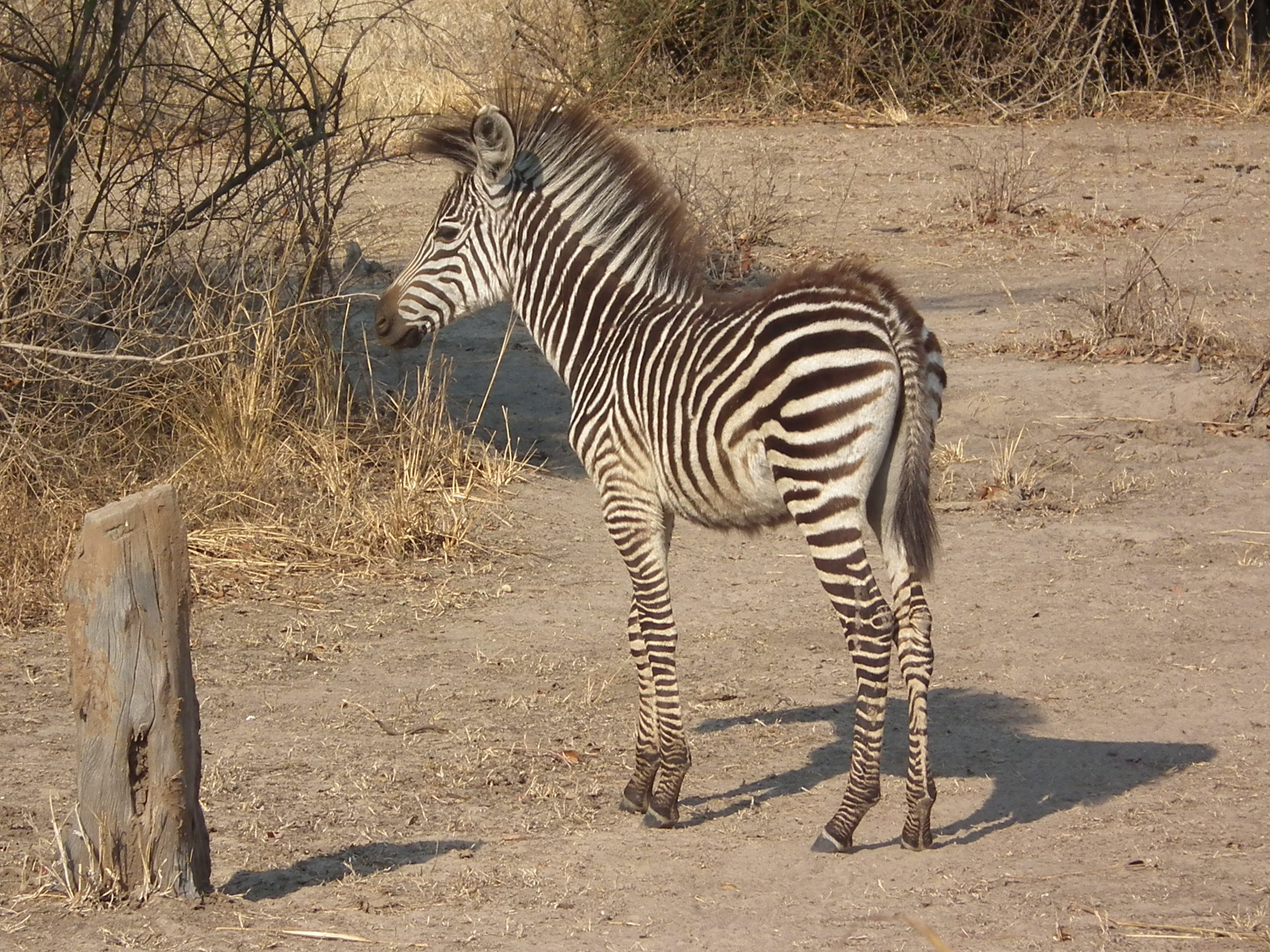
Poulain.